# استانبول زیر بال‌هایم
استانبول زیر بال‌هایم (انگلیسی: Istanbul Beneath My Wings) فیلمی در ژانر فانتزی به کارگردانی مصطفی آلتیوکلار است که در سال ۱۹۹۶ منتشر شد.

## بازیگران
- اوکان بایولگن
- هالوک بیلگینر
- زحل اولجای
- تونجل کورتیز
- ساواش آی
- اگه آیدان
- بئاتریس ریکو